# هایم استریا اوادیا
هایم استریا اوادیا (زاده ۲۵ دسامبر ۱۹۲۲ – درگذشته ۲۶ اوت ۱۹۴۴) یک کمونیست یهودی اهل مقدونیه بود که پس از تهاجم آلمان به یوگسلاوی در سال ۱۹۴۱ در طول جنگ جهانی دوم به پارتیزان‌های یوگسلاوی پیوست. اوادیا پس از مرگ نشان قهرمان ملی (یوگسلاوی) را دریافت کرد و در بیتولا پس از جنگ بنای یادبودی به افتخار او ساخته شد.

## زندگی
هایم استریا اوادیا در بیتولا، یوگسلاوی (اکنون در مقدونیه شمالی) در ۲۵ دسامبر ۱۹۲۲ در یک خانواده یهودی بسیار فقیر به دنیا آمد. او در دوران تحصیل در مقطع ابتدایی به کار لباسشویی مشغول شد او در سال ۱۹۳۸ از سوی سازمان بین‌المللی صهیونیستی زنان حمایت شد تا برای یافتن کار یا تحصیل به بلگراد برود. او به جناح جنبش کارگری اتحادیه کمونیست‌های یوگسلاوی پیوست و در بخش زنان آن فعال بود.
پس از بمباران بلگراد در تهاجم نیروهای محور به یوگسلاوی در در ۶ آوریل ۱۹۴۱، او به بیتولا بازگشت و در آنجا در یک گتو یهودی ساکن شد که توسط بلغارها در مقدونیه اشغالی اداره می‌شد.
در ۱۱ مارس ۱۹۴۳، بلغارها عملیاتی را در بیتولا انجام دادند و ۳۲۹۶ یهودی بیتولا را دستگیر کردند و آنها را در اردوگاه کار اجباری مونوپول که در داخل یک کارخانه تنباکو در اسکوپیه تأسیس شده بود، زندانی کردند. برخی از یهودیان شهر قبل از عملیات به آلبانی گریختند. در ۲۹ مارس، یهودیان شهر و منطقه مستقیماً به اردوگاه کشتار تربلینکا فرستاده شدند. استریا اوادیا موفق شد فرار کند و با دوستش ژامیلا کولونوموس در خانه استویان-بوگویا سیلیانوفسکی که یک مغازه تنباکو فروشی در شهر داشت پنهان شد. او سپس حامی پارتیزان‌های نوپای کمونیست یوگسلاوی شد در حالی که جلسات زنان یهودی در محله یهودی نشین را برای بحث در مورد حقوق زنان سازماندهی می‌کرد. اوادیا به‌طور رسمی در سال ۱۹۴۲ به عضویت حزب کمونیست درآمد. هنگامی که اتحادیه کمونیست‌های مقدونیه در ۱۰ مارس ۱۹۴۳ به جامعه یهودی در مورد تبعید یهودیان از بیتولا هشدار داد، تنها تعدادی از یهودیان، که اوادیا در میان آنها بود، از پناهگاه ارائه شده توسط کمونیست‌ها استفاده کردند.

## پارتیزان‌های یوگسلاوی

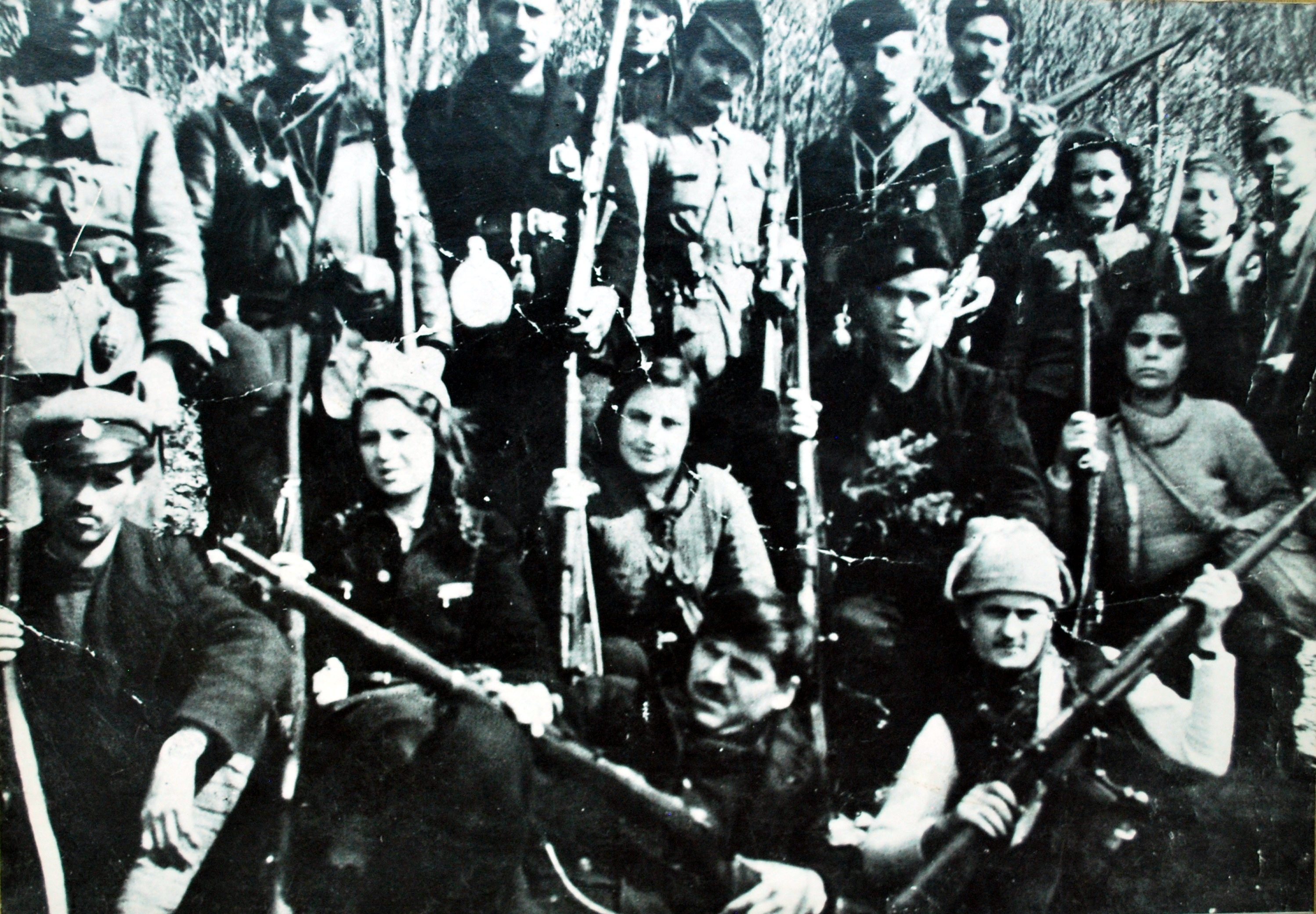
مبارزان گروه پارتیزانی بیتولا-پرسپا در مقدونیه در طول جنگ جهانی دوم. وسط تصویر ژامیلا کولونوموس، سمت راست وی استریا اوادیا. ۱۹۴۲–۱۹۴۴

ماه بعد، او پیشنهاد پارتیزان‌ها برای مبارزه با نیروهای محور را پذیرفت و به یگان پارتیزانی جدید گوچه دلچف پیوست و سپس به گردان استیو نائوموف منتقل شد که در ۱۱ نوامبر تشکیل شده بود. هنگامی که گردان در تیپ ۳ مقدونیه ادغام شد، اوادیا به عنوان کمیسر سیاسی گروه خود منصوب شد. واحد او به سازماندهی نشست مؤسس مجمع ضد فاشیست برای آزادی ملی مقدونیه کمک کرد که در ۲ اوت ۱۹۴۴ که جمهوری مقدونیه را ایجاد نمود.
گردان پارتیزانی که در آن استریا اوادیا می‌جنگید، نبردهای مختلفی را علیه سربازان ایتالیایی، بلغاری و ورماخت انجام و خسارات بسیار سنگینی به نیروهای مختلف وارد کرد. در ژانویه ۱۹۴۴ استریا به عنوان کمیسر سیاسی یک گردان پارتیزانی منصوب شد. در مارس ۱۹۴۴، یک تیپ پارتیزان، از جمله گردان استریا، به یک ایستگاه راه‌آهن در شهر ریستبک در نزدیکی وارنیا حمله کرد و موفق شد آن را تصرف و نیروهای بلغاری و آلمانی مدافع آن را به شدت مجروح کند. در ۲۶ اوت ۱۹۴۴، در جریان حمله یک نیروی پارتیزانی به مواضع ارتش بلغارستان در قله کایماکچالان، استریا از ناحیه سر مورد اصابت گلوله قرار گرفت و بلافاصله کشته شد.
اوادیا پس از مرگ نشان قهرمان خلق را دریافت کرد و در بیتولا پس از جنگ بنای یادبودی به افتخار او ساخته شد.

## نگارخانه

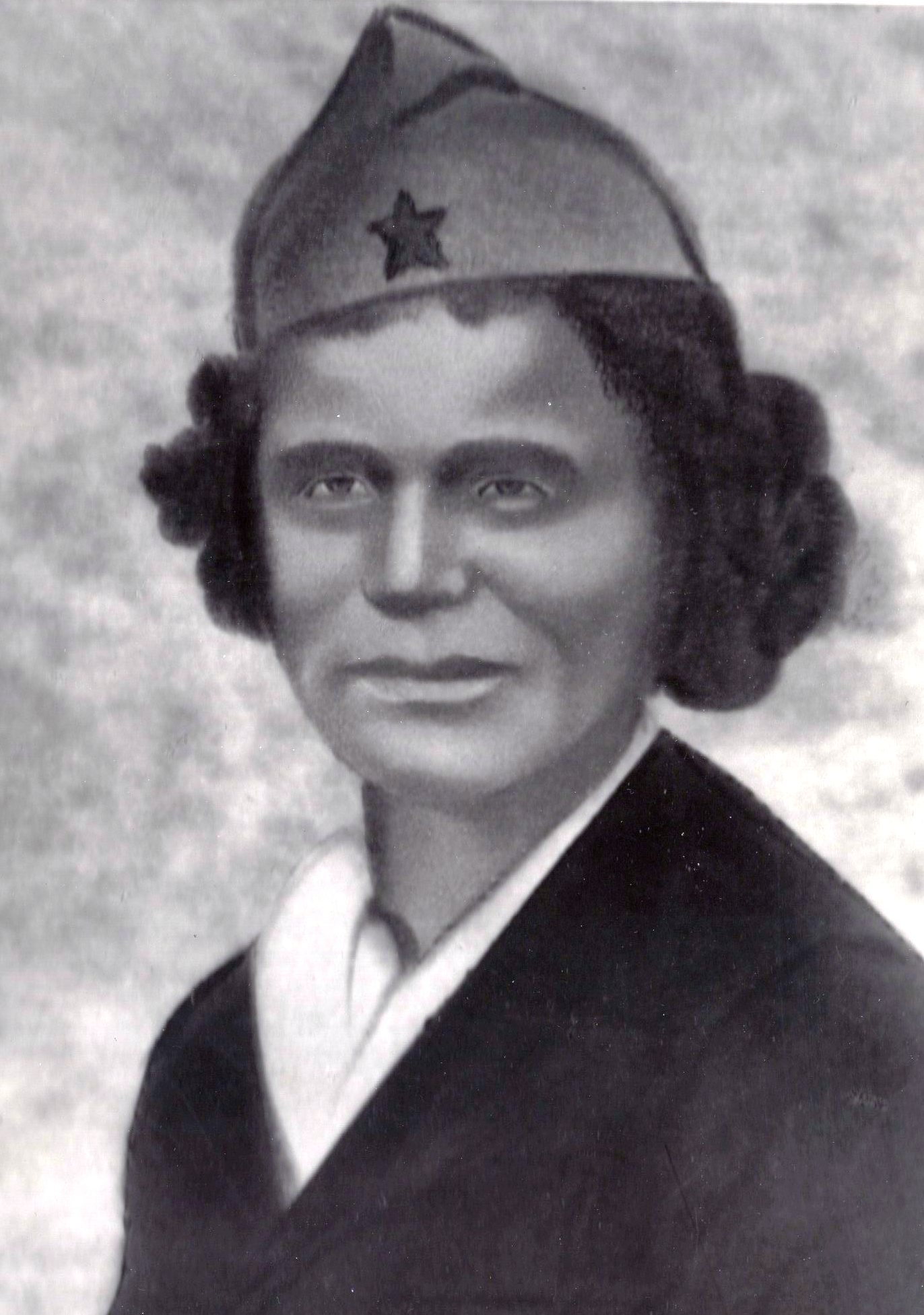
نقاشی استریا
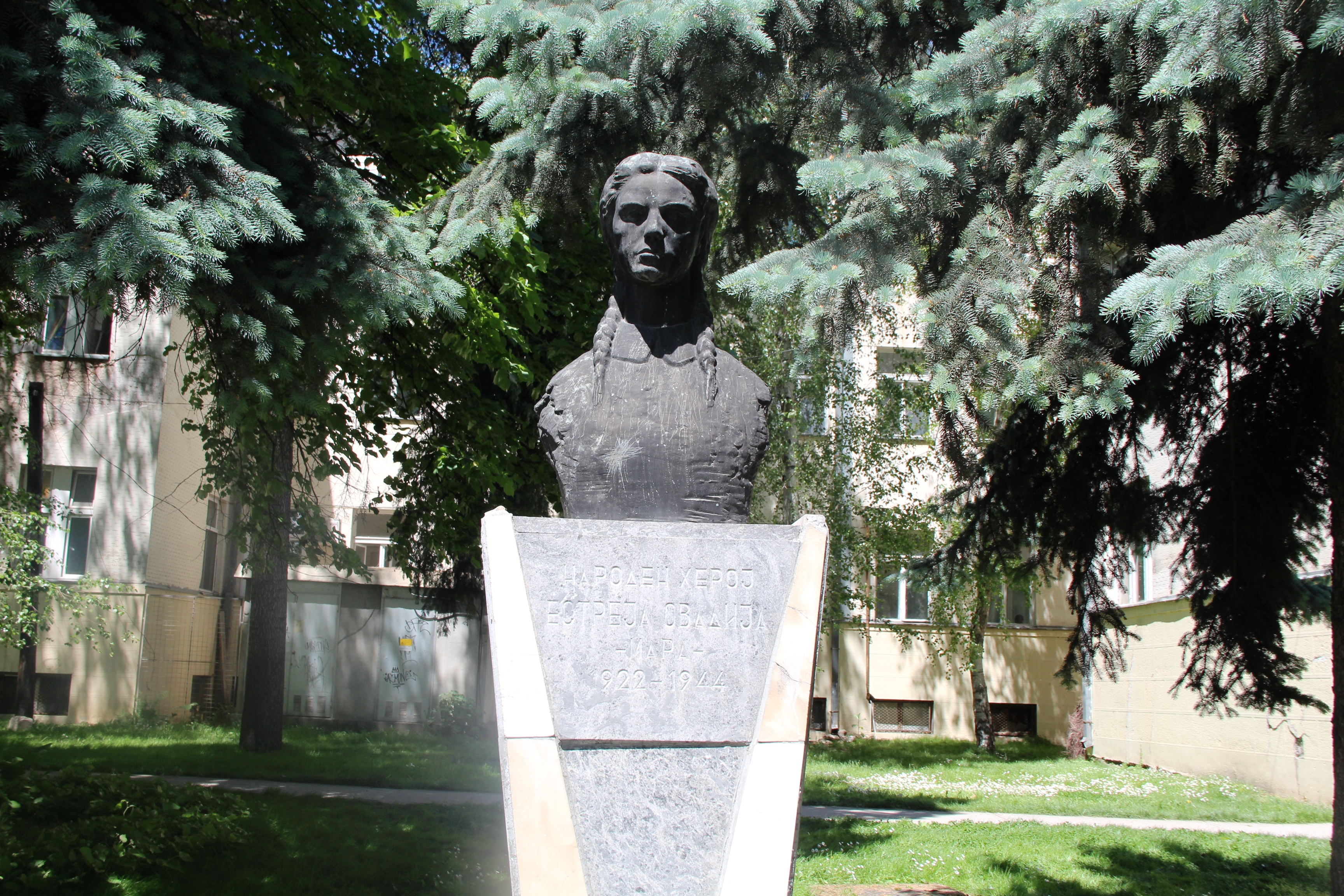
بنای یادبود  واقع در کال دی آراگون، بیتولا
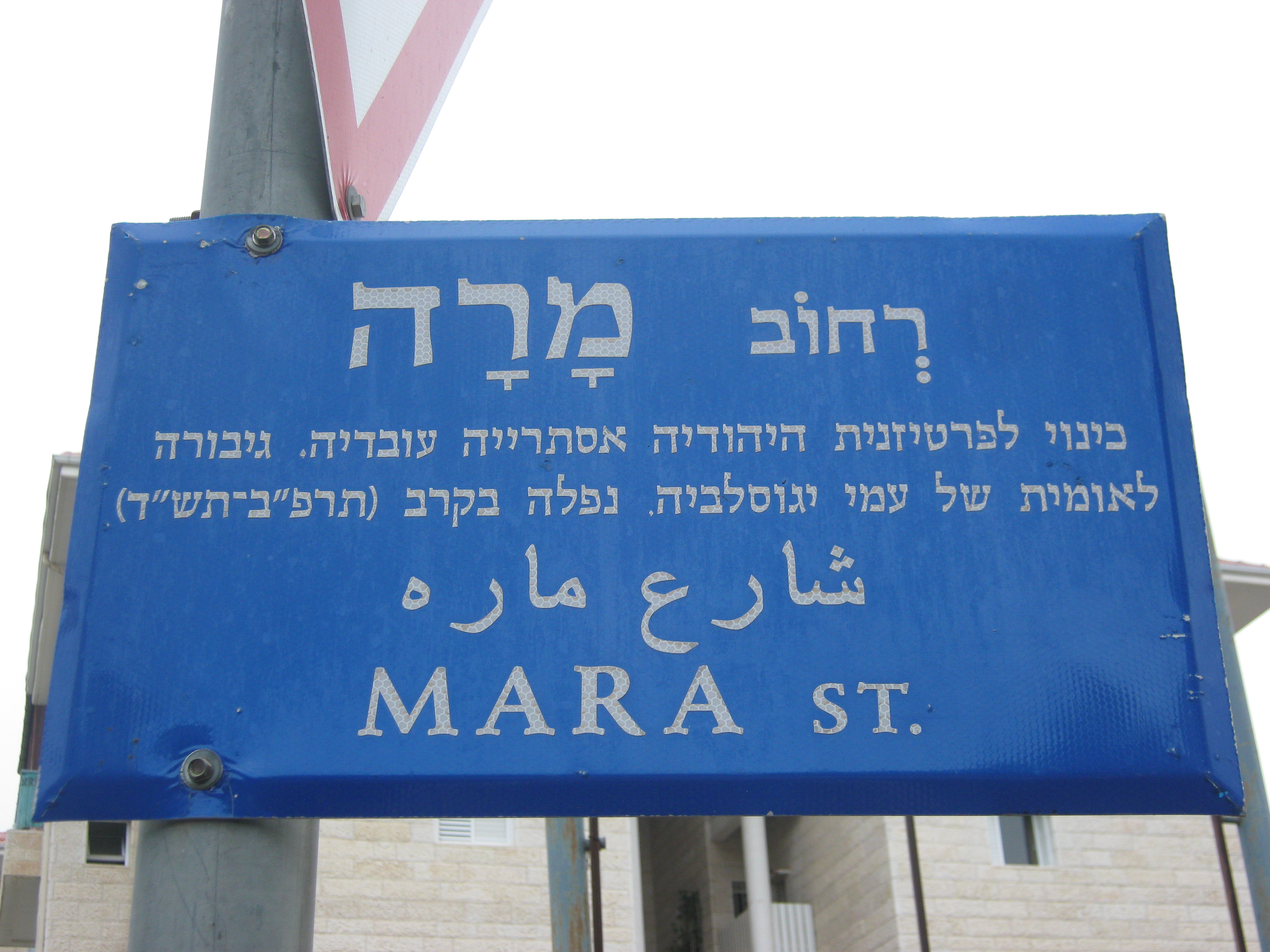
خیابان مارا برای یادبود وی در اورشلیم